# Yushania alpina
Yushania alpina es una planta perenne de bambú perteneciente al género Yushania que crece formando rodales en las montañas y volcanes que rodean el Rift de África oriental entre las altitudes de 2.500 y 3.300 metros.

## Descripción
Los tallos alcanzan un tamaño de 200 - 1950 cm de alto y 5 a 125 cm de diámetro, estas son usadas como canalización y otros materiales de construcción. Las vainas de los culmos (revestimientos tubulares) son sin pelos o con cerdas de color rojo. Las hojas son caducas; y miden 5-20 cm de largo. Las flores se presentan en espigas solitarias que puede ser densas o sueltas y de 5 a 15 cm de largo.

## Taxonomía
Yushania alpina fue descrita por (K.Schum.) W.C.Lin y publicado en Bulletin of the Taiwan Forest Research Institute 248: 14. 1974.
Sinonimia
- Arundinaria alpina K.Schum.[2]
- Sinarundinaria alpina (K.Schum.) C.S.Chao & Renvoize
- Arundinaria fischeri K.Schum.
- Arundinaria tolange K.Schum.
- Oxytenanthera ruwensorensis Chiov.[7]